# Генерал-капітан моря

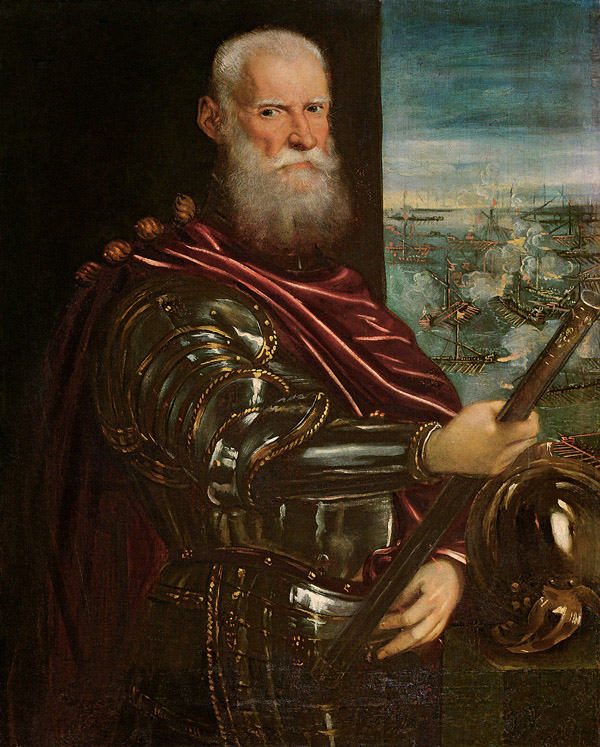
Себастьяно Веньєр, генерал-капітан моря в битві при Лепанто. Картина Якопо Тінторетто

Генерал-капітан моря (вен. Capitano Generale da Mar) — головнокомандувач флоту Венеційської республіки під час війни.

## Історія
Вперше посада «генерал-капітан» зустрічається у Венеції в XIII столітті, коли генерал-капітан моря став командувачем флоту республіки під час війни і продовжувала використовуватись аж до кінця XVIII століття.
Генерал-капітан моря обирався Великою радою Венеції тільки на час війни і, як правило, був одним із членів венеційського патриціату, що мав значний досвід у морських справах, хоча іноді обиралися молодші та менш досвідчені у військовій справі люди. Наприкінці XVII століття значні особисті витрати, пов'язані з цією посадою, зробили багатство кандидатів важливим фактором у їхньому виборі.
Як і всі венеційські чиновники, генерал-капітан моря був підзвітний колективним органам, з яких складався венеційський уряд (таких як Велика рада або Синьйорія), які встановлювали загальні засади венеційської політики. Але в іншому, з усіх питань, що стосувались венеційського флоту, він мав повну владу над усіма військово-морськими командирами та посадовими особами, а також чиновниками в заморських володіннях Венеції. Важливим винятком було те, що при вирішенні питань військової стратегії і тактики він був змушений підкорятися рішенням військової ради, ухваленим більшістю голосів. Військова рада скликалась на флагманському кораблі і включала усіх провідних офіцерів ескадрильї (Capi di Mare), повноваження яких позначались наявністю ліхтаря на їхніх суднах, голову комісаріату, командирів будь-яких допоміжних або союзних контингентів, а у випадку здійснення десантних операцій — також командувач військовим контингентом, який перебував на борту флоту.
Під час кампанії генерал-капітан піднімав свій прапор на галері, що була флагманом флоту (galera generalizia або Capitana). Навіть після того, як інші великі європейські флоти, сам венеційський флот, і навіть його головний військово-морський суперник — османський флот, почали з XVII століття використовувати переважно вітрильні лінійні кораблі, консервативно налаштовані венеційці незважаючи на гострі дебати наполягли, щоб флагманом венеційського флоту і кораблем місцезнаходження капітан-генерала залишалась стара вітрильно-гребна галера. Відомі лише два винятки з цього правила, які зроблено в 1617 і 1715 роках. Екіпаж флагманського корабля користувався особливими привілеями і був звільнений від звичайних відрахувань із плати за покриття гребних лавок. Вони також безкоштовно отримували червоне пальто, червоні бриджі та червоний кашкет. У бою флагман займав позицію в центрі венеційського строю.
У разі смерті генерал-капітана, до призначення нового посаду обіймав або очільник венеційського флоту в мирний час (генерал-губернатор моря), або найстарший капітан (Capo da Mar) флоту. Якщо з будь-якої причини вибори наступного генерал-капітана відкладалися, виконувачем його обов'язків призначався генерал-губернатор моря.

## Відомі володарі титулу
- Якопо Дондуло, під час Війни Святого Сави (1256—1270)
- Карло Зено, у битві при Модоні (1403)
- Антоніо Грімані під час Другої османсько-венеційнської війни (1499—1503)
- Бенедетто Пезаро під час Другої османсько-венеціанської війни (1499—1503)
- Джироламо Зане під час ранньої фази Четвертої османсько-венеціанської війни (1570—1573)
- Себастьяно Веньєр, під час битви при Лепанто (1571, Четверта османсько-венеціанська війна)
- Лаццаро Моченіго під час П'ятої османсько-венеціанської війни (1645—1669)
- Франческо Морозіні, у 1654—1655 роках, під час П'ятої османсько-венеціанської війни (Критська війна), а потім також на початку Шостої османсько-венеційської війни (Морейська війна).
- Андреа Пізані під час Сьомої османсько-венеціанської війни (1714—1718)